# Názornost
Zásada názornosti je úzce spojena se samotným vznikem výchovy a postupně byla rozvíjena až do období antiky. V historickém vývoji ovšem ne vždy nacházela náležité docenění, viz např. scholastická škola, která ji zcela potlačovala. Renesanční myslitelé ovšem tuto zásadu opětovně vyzdvihli a navrátili jí náležitý význam. V dnešním vzdělávání hraje zásada názornosti významnou roli a spolu s dalšími zásadami, tvoří komplex požadavků, jejichž správné uplatňování přispívá k úspěšné realizaci výchovně-vzdělávacího procesu. Pokud je realita vnímána pouze zrakem, pak mluvíme o tzv. vizualizaci.
Zásada názornosti vyjadřuje takový požadavek na učitele, aby vedl žáky k vytváření a zobecňování představ bezprostředním vnímáním skutečnosti či jejího zobrazení, nebo při výuce uplatňoval takový výklad, který vyvolá v edukantech již dříve vytvořené představy popisované skutečnosti. Skutečností lze rozumět veškeré přírodní i uměle vytvořené předměty a přírodní a společenské jevy.
Zásadu názornosti řadíme mezi didaktické zásady.